# Servogetriebe

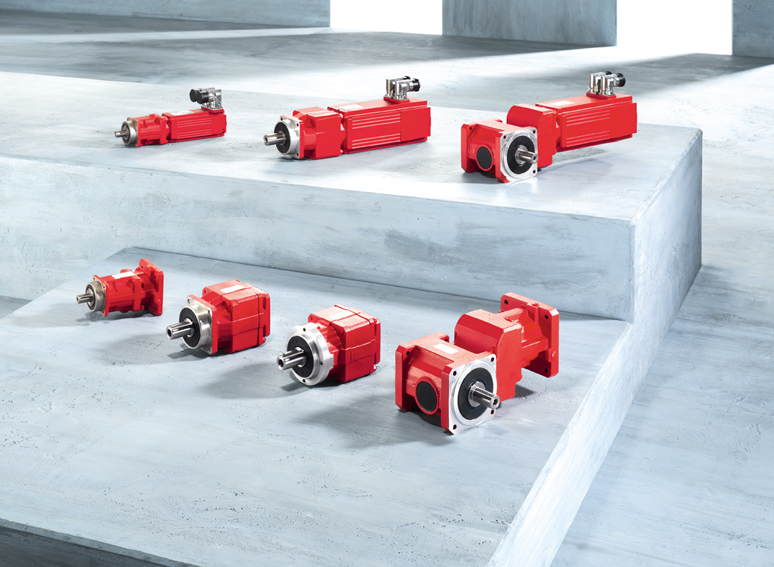
Servogetriebe

Als Servogetriebe werden Getriebe verschiedener Bauart bezeichnet, die sich durch eine hohe Torsionssteifigkeit und ein geringes Verdrehspiel auszeichnen und daher den Anforderungen hochdynamischer Applikationen gerecht werden. Sie verfügen über eine hohe Positionier- und Drehzahlgenauigkeit und können extremen Winkelbeschleunigungen und Querkräften standhalten. Heute werden vornehmlich Planetengetriebe- oder Exzentergetriebe als Servogetriebe eingesetzt. Bei beengten Einbauverhältnissen kommen dagegen häufig Winkelgetriebe zum Einsatz. In seiner Funktion als Wandler von Drehmoment und Drehzahl ist das Getriebe der zentrale Baustein eines Servogetriebemotors.

## Anforderungen an ein Servogetriebe
Aufgrund der meist kurzen Taktzeiten und der daraus resultierenden hohen Beschleunigungen bei heutigen Servo-Anwendungen werden an die Servogetriebe besondere Anforderungen gestellt:
- niedriges Massenträgheitsmoment,
- geringes Verdrehspiel,
- hohe Verdrehsteifigkeit,
- hoher Wirkungsgrad,
- Übertragung von sehr hohen Drehmomenten aufgrund hoher Beschleunigungswerte,
- schwingungsarm,
- idealerweise ganzzahlige Übersetzungen,
- langlebig und wartungsarm,
- kompakt und leicht.

## Allgemeine Getriebeübersicht
Abhängig von der Richtung des Kraftflusses wird zwischen folgenden Getriebetypen unterschieden:
- Koaxialgetriebe
- Parallelwellengetriebe
- Winkelgetriebe.

Bei Koaxial- und Parallelwellengetrieben liegen die eintreibende und die abtreibende
Welle in einer Ebene. Somit ist der Kraftfluss geradlinig. Bei Winkelgetrieben stehen die eintreibende und die abtreibende Welle senkrecht zueinander, der Kraftfluss wird rechtwinklig umgelenkt.
Die in der Servotechnik am häufigsten eingesetzten Getriebearten sind:
- Servo-Planetengetriebe
- Servo-Schneckengetriebe
- Servo-Kegelradgetriebe
- Stirnradgetriebe
- Kegelradgetriebe